# Adio Footwear
Adio Footwear é uma marca de tênis para skate.
Os tênis são desenvolvidos em laboratórios, e testados pela experiente equipe, sobre as próprias pranchas de skate. Em contato direto com a lixa que é utilizada nas superfícies das pranchas (shapes), os tênis obtêm o máximo do desempenho.[carece de fontes?]
No Brasil, a marca Adio foi aguardada por um grande público, pois fazia muito sucesso com skatistas, como Tony Hawk e bandas como New Found Glory e blink-182. Chegou no país em meados de 2007.

## História
Em seus primeiros anos a empresa patrocinou a equipa Adio Footwear de skate e snowboard profissional.
Veterano da indústria, Jim Stroesser, foi nomeado presidente da Adio em dezembro de 2009.
Stroesser mudou a sede mundial da marca de Vista para Solana Beach, em Janeiro de 2010.
A partir de 2012, Adio passou a ser de propriedade da K2, uma divisão da Corporação Jarden, enquanto AL&S e Samsung passaram a possuir a licença global da marca, que continuou a fabricar e distribuir calçados e vestuário para skate.

## Membros anteriores da equipa
Os membros da equipa a partir de 2004 foram Shaun White, Jeremy Wray, Tony Hawk, Ed Selego, Danny Montoya, Bam Margera, Brian Sumner, Kenny Anderson, Alex e Steve Chalmers Nesser.